# Аджам, Жауэн
Жауэ́н Джимми́ Аджа́м (фр. Jaouen Djimmy Hadjam; араб. جوين حجام‎; род. 26 марта 2003, Париж) — алжирский и французский футболист, защитник клуба «Янг Бойз» и сборной Алжира.

## Клубная карьера
Жауэн Аджам родился в Париже. Сменил несколько академий, в том числе «Пари Сен-Жермен» и «Кретей», пока не оказался в футбольном клубе «Париж». 14 августа 2020 года футболист подписал свой первый профессиональный контракт.
22 августа 2020 года защитник провел первый официальный матч в первом матче сезона Лиги 2 против «Шамбли», где его команда одержала победу со счетом 3-0.
17 января 2023 года Хаджам перешел в «Нант», подписав контракт до июня 2027 года. 22 января сыграл первый матч за клуб в Кубке Франции против «Таона», а 29 января дебютировал в Лиге 1 в игре против «Клермона». В апреле Хаджам был исключен из состава клуба после того, как отказался нарушить пост в Рамадан. Тренер «Нанта» Антуан Комбуаре позже объяснил, что Хаджам согласился нарушить пост во время выездных матчей, и что он уважает его решение.
19 января 2024 года за 1,3 миллиона евро перешёл в швейцарский «Янг Бойз», подписав контракт до июня 2028 года. Дебютировал 27 января в гостевом матче против «Базеля», заменив Ноа Перссона на 70-й минуте. Первый гол забил 10 марта также в игре с «Базелем».

## Карьера в сборной
Впервые в составе сборной Франции (до 19) Жауэн Аджам вышел на поле 23 марта 2022 года в матче против сборной Швеции. В том матче он отдал голевую передачу Элье Ваи, внеся вклад в итоговую победу со счетом 5:0. Футболист принимал участие в Юношеском чемпионате Европы 2022, где он провел один матч, а его команда проиграла сборной Израиля в полуфинале
В марте 2023 года издание L’Équipe сообщило, что Аджам принял решение представлять на международном уровне Алжир. Несколько дней спустя главный тренер сборной Джамель Бельмади впервые вызывает игрока в состав. Свой первый матч провёл 27 марта в рамках квалификации к Кубку африканских наций против сборной Нигера.